# سيكي إيتشيهارا
سيكي إيتشيهارا (市原 聖曠) هو لاعب كرة قدم ياباني سابق ومدرب، شارك كمدرب في كأس آسيا لكرة القدم للسيدات 1981.